# Josef Noggler (Politiker, 1957)
Josef „Sepp“ Noggler (* 10. März 1957 in Mals) ist ein italienischer Politiker aus Südtirol.

## Biographie
Noggler absolvierte das Klassische Lyzeum Beda Weber in Meran und ein Studium der Forstwirtschaft an der Universität Padua (laurea in scienze forestali). Im Jahr 1991 wurde er für die Südtiroler Volkspartei (SVP) zum Bürgermeister von Mals gewählt, 2000 zudem zum Präsidenten der Bezirksgemeinschaft Vinschgau. Bei den Wahlen 2008 zog Noggler mit 7.196 Vorzugsstimmen in den Südtiroler Landtag und damit gleichzeitig den Regionalrat Trentino-Südtirol ein. Im Rahmen der Landtagswahlen 2013 konnte er sein Mandat mit 12.690 Vorzugsstimmen verteidigen. In der folgenden Legislaturperiode diente er als Assessor und ab 2016 als Vizepräsident in der Regionalregierung Trentino-Südtirol. Bei den Landtagswahlen 2018 konnte er mit 10.093 Vorzugsstimmen ein drittes Mal ein Mandat erringen. Am 25. Jänner 2019 wurde er zum Landtagspräsidenten gewählt, kurze Zeit später zusätzlich zum Regionalratsvizepräsidenten. Zur Halbzeit der Legislaturperiode übernahm er 2021 dem Rotationsprinzip entsprechend im Landtag die Vizepräsidentschaft, im Regionalrat die Präsidentschaft. Bei den Landtagswahlen 2023 gelang ihm mit 6.117 Vorzugsstimmen die Wiederwahl. Vom 13. November 2023 bis zum 1. Februar 2024 bekleidete er vorübergehend das Amt des Landtagspräsidenten, bei der ersten Sitzung des neuen Regionalrats am 27. November wurde er zum stellvertretenden Regionalratsvizepräsidenten gewählt.